# Byarums distrikt
Byarums distrikt är ett distrikt i Vaggeryds kommun och Jönköpings län. 
Distriktet ligger i och omkring Vaggeryd. 

## Tidigare administrativ tillhörighet
Distriktet inrättades 2016 och utgörs av en del av området som till 1971 utgjorde Vaggeryds köping, delen som före 1952 utgjorde Byarums socken.
Området motsvarar den omfattning Byarums församling hade vid årsskiftet 1999/2000.